# National Women's Soccer League
La National Women's Soccer League (NWSL) est une ligue professionnelle américaine de soccer (football) féminin représentant le plus haut niveau du sport aux États-Unis. La NWSL est créée en 2012, succédant au Women's Professional Soccer (2007-2012), qui était le successeur de la Women's United Soccer Association (2001-2003).

## Histoire
La première saison a lieu en 2013 avec huit équipes, dont quatre anciennes structures du football professionnel féminin (Chicago Red Stars, Boston Breakers, Sky Blue FC (connue depuis 2021 sous le nom NJ/NY Gotham FC), Western New York Flash). Avec l'ajout de trois nouvelles équipes à Houston (2014), Orlando (2016), Salt Lake City (2018) et la perte du FC Kansas City et des Boston Breakers, la ligue compte jusqu'en 2021 neuf équipes à travers les États-Unis. L'arrivée du Racing Louisville, puis de San Diego et du Angel City FC en 2022 porte le nombre d'équipes à 12. Pour la saison 2024, le retour des Utah Royals et la création d'une nouvelle franchise dans la région de la baie de San Francisco, le Bay FC, feront passer le nombre d'équipes à 14. Une quinzième franchise est annoncée à Boston, et débutera en 2026. Depuis la saison inaugurale en 2013, cinq clubs ont été couronnés champions de la NWSL et quatre clubs ont remporté le NWSL Shield, décerné à l'équipe à la première place à la fin de la saison régulière.

## Fonctionnement
Jusqu'à la saison 2021, les quatre premières équipes à l'issue de la saison régulière s'affrontent sur un format de play-offs. L'équipe classée première joue celle ayant terminée quatrième, l'autre demi-finale opposant les clubs deuxième et troisième.
À partir de 2021, les six meilleures équipes rejoignent les play-offs. Les deux premières sont directement qualifiées pour les demi-finales, tandis que les quatre autres se disputent les deux billets restants. La troisième reçoit la sixième, et la quatrième reçoit la cinquième.

## Équipes

### Équipes actuelles
| \| Legacy Summit Royals Stars Dash Racing Courage Pride Thorns Reign Current Gotham Spirit Angel City Wave Bay \| Localisation des clubs engagés dans le championnat. · Club actuel Future club |
| Legacy Summit Royals Stars Dash Racing Courage Pride Thorns Reign Current Gotham Spirit Angel City Wave Bay                                                                                     |

La NWSL compte quatorze équipes réparties à travers les États-Unis. Chaque club est autorisé à posséder 20 joueuses au minimum dans leur effectif, avec un maximum de 22 joueuses (26 en incluant les joueuses supplémentaires) autorisées à tout moment de la saison.
À l'origine, la liste de chaque équipe comprenait jusqu'à trois joueuses allouées de l'équipe nationale américaine, jusqu'à deux de l'équipe nationale mexicaine et jusqu'à deux de l'équipe nationale canadienne, sous contrat avec leur fédération via le système NWSL Player Allocation (en) et les échanges ultérieurs. De plus, chaque équipe dispose de quatre places chaque saison pour les joueuses internationales, ces places pouvant être échangées avec d'autres équipes. Les places restantes de l'effectif doivent être occupées par des joueuses provenant des États-Unis. Les équipes remplissent leurs effectifs via un certain nombre de mécanismes dont les Drafts. Le Mexique n'attribue plus de joueurs à la NWSL, après avoir créé sa propre ligue féminine en 2017, et le nombre de joueuses allouées et de joueuses internationaux dans chaque équipe varie chaque année en raison des échanges.
Sur les quatorze équipes actuelles, cinq sont affiliées à des équipes masculines de Major League Soccer, deux sont affiliées à une équipe masculine de USL Championship, et sept sont indépendantes.
| Équipe                         | Stade                      | Capacité | Ville                | Date de création | Début en NWSL | Équipe masculine affiliée |
| ------------------------------ | -------------------------- | -------- | -------------------- | ---------------- | ------------- | ------------------------- |
| Chicago Stars FC               | SeatGeek Stadium           | 20 000   | Bridgeview           | 2007             | 2013          | /                         |
| Dash de Houston                | Shell Energy Stadium       | 7 000,   | Houston              | 2013             | 2014          | Houston Dynamo (MLS)      |
| Courage de la Caroline du Nord | WakeMed Soccer Park        | 10 000   | Cary                 | 2017             | 2017          | North Carolina FC (USLC)  |
| Gotham du NJ/NY                | Sports Illustrated Stadium | 25 000   | Harrison             | 2007             | 2013          | /                         |
| Current de Kansas City         | CPKC Stadium               | 11 500   | Kansas City          | 2020             | 2021          | /                         |
| Pride d'Orlando                | Inter&Co Stadium           | 25 500   | Orlando              | 2015             | 2016          | Orlando City SC (MLS)     |
| Thorns de Portland             | Providence Park            | 25 218   | Portland             | 2012             | 2013          | Portland Timbers (MLS)    |
| Racing Louisville              | Lynn Family Stadium        | 15 304   | Louisville           | 2019             | 2021          | Louisville City FC (USLC) |
| Reign de Seattle               | Lumen Field                | 10 000   | Seattle              | 2012             | 2013          | Seattle Sounders (MLS)    |
| Spirit de Washington           | Audi Field                 | 20 000   | Washington           | 2012             | 2013          | /                         |
| Angel City                     | BMO Stadium                | 22 000   | Los Angeles          | 2020             | 2022          | /                         |
| Wave de San Diego              | Snapdragon Stadium         | 32 000   | San Diego            | 2021             | 2022          | /                         |
| Bay FC                         | PayPal Park                | 18 000   | San José, Californie | 2023             | 2024          | /                         |
| Royals de l'Utah               | America First Field        | 20 213   | Sandy, Utah          | 2017             | 2024          | Real Salt Lake (MLS)      |

| Anciennes équipes         |                       |                      |                |
| Équipe                    | Ville, État           | Stade                | Années en NWSL |
| Royals de l'Utah          | Sandy, Utah           | Rio Tinto Stadium    | 2018 à 2020    |
| Flash de Western New York | Rochester, New York   | Sahlen's Stadium     | 2013 à 2016    |
| FC Kansas City            | Kansas City, Missouri | Swope Soccer Village | 2013 à 2017    |
| Breakers de Boston        | Boston, Massachusetts | Jordan Field         | 2013 à 2017    |

| Futures équipes  |                       |                    |                 |
| Équipe           | Ville, État           | Stade              | Arrivée en NWSL |
| Legacy de Boston | Boston, Massachusetts | White Stadium (en) | 2026            |
| Summit de Denver | Denver, Colorado      | À déterminer       | 2026            |

## Palmarès et statistiques

### Palmarès
| Rang | Club                           | Titres | Finales | Shields |
| ---- | ------------------------------ | ------ | ------- | ------- |
| 1    | Thorns de Portland             | 3      | 1       | 2       |
| 2    | Courage de la Caroline du Nord | 2      | 1       | 3       |
| 3    | FC Kansas City                 | 2      | 0       | 0       |
| 4    | Flash de Western New York      | 1      | 1       | 1       |
| 5    | Pride d'Orlando                | 1      | 0       | 1       |
| 6    | Spirit de Washington           | 1      | 1       | 0       |
| 7    | Gotham du NJ/NY                | 1      | 0       | 0       |
| 8    | Reign de Seattle               | 0      | 3       | 3       |
| 9    | Stars de Chicago               | 0      | 2       | 0       |
| 10   | Current de Kansas City         | 0      | 1       | 0       |
| 11   | Wave de San Diego              | 0      | 0       | 1       |

### Bilan par édition
| Édition | Saison | Champion                                        | Finaliste                                       | NWSL Shield                                     | Clubs                                           | Matchs                                          | Buts                                            | Buts                                            | Meilleure buteuse                               | Meilleure buteuse                               | Meilleure passeuse                              | Meilleure passeuse                              |
| Édition | Saison | Champion                                        | Finaliste                                       | NWSL Shield                                     | Clubs                                           | Matchs                                          | Total                                           | Par match                                       | Joueuse                                         | Buts                                            | Joueuse                                         | Passes                                          |
| ------- | ------ | ----------------------------------------------- | ----------------------------------------------- | ----------------------------------------------- | ----------------------------------------------- | ----------------------------------------------- | ----------------------------------------------- | ----------------------------------------------- | ----------------------------------------------- | ----------------------------------------------- | ----------------------------------------------- | ----------------------------------------------- |
| 1re     | 2013   | Thorns de Portland                              | Flash de Western New York                       | Flash de Western New York                       | 8                                               | 88 (+3)                                         | 238                                             | 2,7                                             | Cheney                                          | 12                                              | Cheney                                          | 9                                               |
| 2e      | 2014   | FC Kansas City                                  | Reign de Seattle                                | Reign de Seattle                                | 9                                               | 108 (+3)                                        | 328                                             | 3,0                                             | Little                                          | 16                                              | Fishlock                                        | 8                                               |
| 3e      | 2015   | FC Kansas City                                  | Reign de Seattle                                | Reign de Seattle                                | 9                                               | 108 (+3)                                        | 251                                             | 2,3                                             | Dunn                                            | 15                                              | Little                                          | 7                                               |
| 4e      | 2016   | Flash de Western New York                       | Spirit de Washington                            | Thorns de Portland                              | 10                                              | 100 (+3)                                        | 263                                             | 2,6                                             | Ohai (en) et Williams                           | 11                                              | Heath                                           | 10                                              |
| 5e      | 2017   | Thorns de Portland                              | Courage de la Caroline du Nord                  | Courage de la Caroline du Nord                  | 10                                              | 120 (+3)                                        | 344                                             | 2,9                                             | Kerr                                            | 17                                              | Kawasumi                                        | 9                                               |
| 6e      | 2018   | Courage de la Caroline du Nord                  | Thorns de Portland                              | Courage de la Caroline du Nord                  | 9                                               | 108 (+3)                                        | 278                                             | 2,57                                            | Kerr                                            | 16                                              | McDonald                                        | 8                                               |
| 7e      | 2019   | Courage de la Caroline du Nord                  | Red Stars de Chicago                            | Courage de la Caroline du Nord                  | 9                                               | 108 (+3)                                        | 282                                             | 2,61                                            | Kerr                                            | 18                                              | Nagasato                                        | 8                                               |
| 8e      | 2020   | Non disputée à cause de la pandémie de Covid-19 | Non disputée à cause de la pandémie de Covid-19 | Non disputée à cause de la pandémie de Covid-19 | Non disputée à cause de la pandémie de Covid-19 | Non disputée à cause de la pandémie de Covid-19 | Non disputée à cause de la pandémie de Covid-19 | Non disputée à cause de la pandémie de Covid-19 | Non disputée à cause de la pandémie de Covid-19 | Non disputée à cause de la pandémie de Covid-19 | Non disputée à cause de la pandémie de Covid-19 | Non disputée à cause de la pandémie de Covid-19 |
| 9e      | 2021   | Spirit de Washington                            | Red Stars de Chicago                            | Thorns de Portland                              | 10                                              | 120 (+5)                                        | 288                                             | 2,30                                            | Hatch                                           | 11                                              | Rodman                                          | 7                                               |
| 10e     | 2022   | Thorns de Portland                              | Current de Kansas City                          | OL Reign                                        | 12                                              | 132 (+5)                                        | 367                                             | 2,78                                            | Morgan                                          | 15                                              | Pickett Pugh                                    | 6                                               |
| 11e     | 2023   | Gotham du NJ/NY                                 | OL Reign                                        | Wave de San Diego                               | 12                                              | 132 (+5)                                        | 339                                             | 2,57                                            | Smith                                           | 11                                              | Coffey                                          | 8                                               |
| 12e     | 2024   | Pride d'Orlando                                 | Spirit de Washington                            | Pride d'Orlando                                 | 14                                              | 182                                             | 484                                             | 2,66                                            | Chawinga                                        | 20                                              | Bethune (en)                                    | 10                                              |

### Statistiques
Mise à jour le 2 octobre 2022.
| Rang | Joueuse            | Buts |
| ---- | ------------------ | ---- |
| 1    | Sam Kerr           | 77   |
| 2    | Christine Sinclair | 59   |
| 3    | Lynn Williams      | 57   |
| 4    | Jessica McDonald   | 54   |
| 5    | Alex Morgan        | 53   |
| 6    | Christen Press     | 47   |
| 6    | Megan Rapinoe      | 47   |
| 8    | Amy Rodriguez      | 39   |
| 8    | Sydney Leroux      | 39   |
| 10   | Jessica Fishlock   | 38   |

| Rang | Joueuse            | Passes |
| ---- | ------------------ | ------ |
| 1    | Jessica McDonald   | 32     |
| 2    | Sofia Huerta       | 28     |
| 3    | Lynn Williams      | 26     |
| 4    | Jessica Fishlock   | 25     |
| 4    | Nahomi Kawasumi    | 25     |
| 4    | Christine Nairn    | 25     |
| 7    | Tobin Heath        | 24     |
| 7    | Vanessa DiBernardo | 23     |
| 7    | Alex Morgan        | 23     |
| 10   | Crystal Dunn       | 22     |
| 10   | Yuki Nagasato      | 22     |

| Rang | Joueuse          | Arrêts |
| ---- | ---------------- | ------ |
| 1    | Ashlyn Harris    | 518    |
| 2    | Alyssa Naeher    | 494    |
| 3    | Nicole Barnhart  | 468    |
| 4    | Kailen Sheridan  | 401    |
| 5    | Adrianna Franch  | 395    |
| 6    | Aubrey Kingsbury | 362    |
| 7    | Michelle Betos   | 340    |
| 8    | Jane Campbell    | 336    |
| 9    | Erin McLeod      | 288    |
| 10   | Haley Kopmeyer   | 239    |

| Rang | Joueuse            | Matches |
| ---- | ------------------ | ------- |
| 1    | Lauren Barnes      | 189     |
| 2    | McCall Zerboni     | 188     |
| 3    | Merritt Mathias    | 183     |
| 4    | Jessica McDonald   | 178     |
| 5    | Jessica Fishlock   | 163     |
| 6    | Ali Krieger        | 159     |
| 7    | Tori Huster        | 158     |
| 7    | Kristie Mewis      | 158     |
| 9    | Christine Sinclair | 157     |
| 10   | Allie Long         | 156     |

## Récompenses
La NWSL remet chaque année plusieurs récompenses :

### Récompenses collectives
- le titre de champion de NWSL est remis à l'équipe championne à l'issue des séries éliminatoires ;
- le NWSL Shield ou bouclier de la NWSL est remis à l'équipe terminant en 1reposition à l'issue de la saison régulière ;

### Récompenses individuelles
- le Trophée de la meilleure joueuse de NWSL (MVP award), attribuée à la meilleure joueuse de la saison régulière
- le Trophée de la gardienne de but de l'année de NWSL, attribuée à la meilleure gardienne de but de la saison ;
- le Trophée de la défenseure de l'année de NWSL, attribuée à la meilleure joueuse de champ défensive de la ligue ;
- le Trophée de la recrue de l'année de NWSL (rookie of the year award), attribuée à la meilleure joueuse de l'année réalisant sa première saison professionnelle ;
- le NWSL Best XI ou équipe-type de la saison ;
- le NWSL Second XI ou seconde équipe-type de la saison ;
- le Trophée de l'entraîneur(e) de l'année en NWSL, attribuée au meilleur entraîneur de la saison ;
- le soulier d'or (NWSL Golden Boot), attribuée à la meilleure buteuse de la saison régulière ;
- la joueuse du mois de la NWSL ;
- la joueuse de la semaine de la NWSL ;

| Édition | Saison | Most Valuable Player                            | Défenseure de l'année                           | Gardienne de l'année                            | Rookie de l'année                               | Entraîneur(e) de l'année                        |
| ------- | ------ | ----------------------------------------------- | ----------------------------------------------- | ----------------------------------------------- | ----------------------------------------------- | ----------------------------------------------- |
| 1re     | 2013   | Cheney                                          | Sauerbrunn                                      | Barnhart                                        | Tymrak                                          | Andonovski                                      |
| 2e      | 2014   | Little                                          | Sauerbrunn                                      | Naeher                                          | Johnston                                        | Harvey                                          |
| 3e      | 2015   | Dunn                                            | Sauerbrunn                                      | Betos                                           | Colaprico                                       | Harvey                                          |
| 4e      | 2016   | Williams                                        | Barnes                                          | Harris                                          | Rodríguez                                       | Parsons                                         |
| 5e      | 2017   | Kerr                                            | Dahlkemper                                      | Franch                                          | Hatch                                           | Riley                                           |
| 6e      | 2018   | Horan                                           | Erceg                                           | Franch                                          | Dorsey                                          | Riley                                           |
| 7e      | 2019   | Kerr                                            | Sauerbrunn                                      | Bledsoe                                         | Balcer                                          | Andonovski                                      |
| 8e      | 2020   | Non disputée à cause de la pandémie de Covid-19 | Non disputée à cause de la pandémie de Covid-19 | Non disputée à cause de la pandémie de Covid-19 | Non disputée à cause de la pandémie de Covid-19 | Non disputée à cause de la pandémie de Covid-19 |
| 9e      | 2021   | Fishlock                                        | Dydasco                                         | Bledsoe                                         | Rodman                                          | Harvey                                          |
| 10e     | 2022   | Smith                                           | Girma                                           | Sheridan                                        | Girma                                           | Stoney                                          |
| 11e     | 2023   | Kerolin                                         | Girma                                           | Campbell                                        | Nighswonger                                     | Amorós (en)                                     |
| 12e     | 2024   | Chawinga                                        | Sams (en)                                       | Berger                                          | Bethune (en)                                    | Hines                                           |